# Melfi (miasto w Czadzie)
Melfi – miasto w Czadzie, w regionie Guéra, departament Barh Signaka; 5784 mieszkańców (2005), położone w centralnej części kraju.
Znajduje się tu lotnisko Melfi z nieutwardzoną nawierzchnią (kod IATA: MEF).